# Odontomyia pachyceps
Odontomyia pachyceps är en tvåvingeart som beskrevs av Jacques-Marie-Frangile Bigot 1879. Odontomyia pachyceps ingår i släktet Odontomyia och familjen vapenflugor. Inga underarter finns listade i Catalogue of Life.